# ROC Meix-devant-Virton
ROC Meix-devant-Virton is een Belgische voetbalclub uit Meix-devant-Virton. De club is aangesloten bij de KBVB met stamnummer 3201 en heeft paars als kleur. De club heeft naast een eerste ploeg en reserve-elftal een 15-tal jeugdploegen in competitie en is daarmee een van de grotere voetbalclubs in de provincie Luxemburg. De eerste ploeg speelt in de Derde klasse amateurs.

## Geschiedenis
De club sloot zich in 1941 aan bij de Belgische Voetbalbond en ging er in de provinciale reeksen spelen. In 1962 werd de club een vzw en de club schafte eigen terreinen aan en bouwde de infrastructuur uit.
Op het einde van de 20ste eeuw speelde Meix-devant-Virton in Tweede Provinciale en dankzij een titel promoveerde men in 2008 naar het hoogste provinciale niveau. Ook in Eerste Provinciale was de club meteen bij de beteren en behaalde na het eerste seizoen een plaats in de provinciale eindronde. Meix-devant-Virton won die provinciale eindronde en mocht zo naar de interprovinciale eindronde 2008/2009, waar men verloor van Esperanza Neerpelt. Ook de volgende twee seizoenen haalde de club de provinciale eindronde, ditmaal zonder de interprovinciale eindronde te bereiken.

## Resultaten
| 2016/17 |  |  |  |  |    |   |   | 5 | Derde Prov. Luxemburg B  | 41 |                                                                 |
| 2017/18 |  |  |  |  |    |   |   | 6 | Derde Prov. Luxemburg B  | 42 |                                                                 |
| 2018/19 |  |  |  |  |    |   |   | 2 | Derde Prov. Luxemburg B  | 56 |                                                                 |
| 2019/20 |  |  |  |  |    |   | 6 |   | Tweede Prov. Luxemburg A | 20 |                                                                 |
| 2020/21 |  |  |  |  |    | - |   |   | Eerste Prov. Luxemburg   | -  | Competitie na vier speeldagen stopgezet vanwege COVID-19-virus. |
| 2021/22 |  |  |  |  |    | 2 |   |   | Eerste Prov. Luxemburg   | 52 | Winnaar eindronde voor promotie                                 |
| 2022/23 |  |  |  |  | 12 |   |   |   | Derde Afdeling ACFF B    | 30 |                                                                 |
| 2023/24 |  |  |  |  | 11 |   |   |   | Derde Afdeling ACFF B    | 36 |                                                                 |
| 2024/25 |  |  |  |  | 8  |   |   |   | Derde Afdeling ACFF B    | 42 |                                                                 |
| 2025/26 |  |  |  |  |    |   |   |   | Derde afdeling ACCF B    |    |                                                                 |